# Vliermos
Vliermos (Cryphaea heteromalla) is een bladmos behorend tot de familie Cryphaeaceae.  Naast vlier zijn vooral wilgen en populieren geliefd. Ook wordt het aangetroffen op eiken in jonge aanplant.

## Kenmerken
Deze soort vormt losse gazons. Het heeft kruipende primaire scheuten met rechtopstaande takken (secundaire scheuten). De takken zijn 1,5 tot 2, hooguit 3 centimeter lang en niet of nauwelijks vertakt. De bladeren van de takken zijn breed eirond, scherp gepunt en heel, droog plat liggend, vochtig rechtopstaand. De sterke bladnerf van het blad eindigt in de bovenste helft van het blad. De bladcellen zijn ovaal tot ruitvormig en ongeveer 14 micrometer lang, langs de bladnerf langer.
Sporogonen zijn regelmatig aanwezig, ze zitten op korte zijscheuten van de takken. De sporenkapsels zijn verzonken in de langwerpige perichetiale bladeren. De geslachtsverdeling is autoecious.
Cryphaea is in het veld vrij gemakkelijk herkenbaar aan de wat stijf afstaande, grijsgroene takjes.

## Ecologie
Het groeit epifytisch op de stammen of takken van loofbomen en -struiken, maar is ook zelden epilitisch waargenomen op beton. Lichte tot halfbeschaduwde en vochtige locaties in vlakke en heuvelachtige gebieden hebben de voorkeur. Het is te vinden op een groot scala aan loofbomen.

### Syntaxonomie
In de syntaxonomie staat vliermos te boek als kensoort voor het boomsterretje-verbond.

## Verspreiding
Vliermos komt voornamelijk voor in het westen en zuiden van Europa, andere komen voor in Noord-Afrika, de Azoren en de Canarische Eilanden en in Noord-Amerika.
In Duitsland is de belangrijkste verspreiding voornamelijk in het westen, in Rijnland-Palts, Saarland en delen van Baden-Württemberg. In andere deelstaten is de soort zeldzaam of afwezig. In Zwitserland is het vrij zeldzaam in het westen en noorden. In Oostenrijk werd het de afgelopen jaren voor het eerst waargenomen (2014). In de genoemde landen is het aantal waarnemingen de laatste tijd fors toegenomen en is er een lichte tendens tot verspreiding richting het oosten.
In Nederland is vliermos algemeen. Het staat niet op de Nederlandse Rode Lijst en is niet bedreigd.

## Fotogalerij

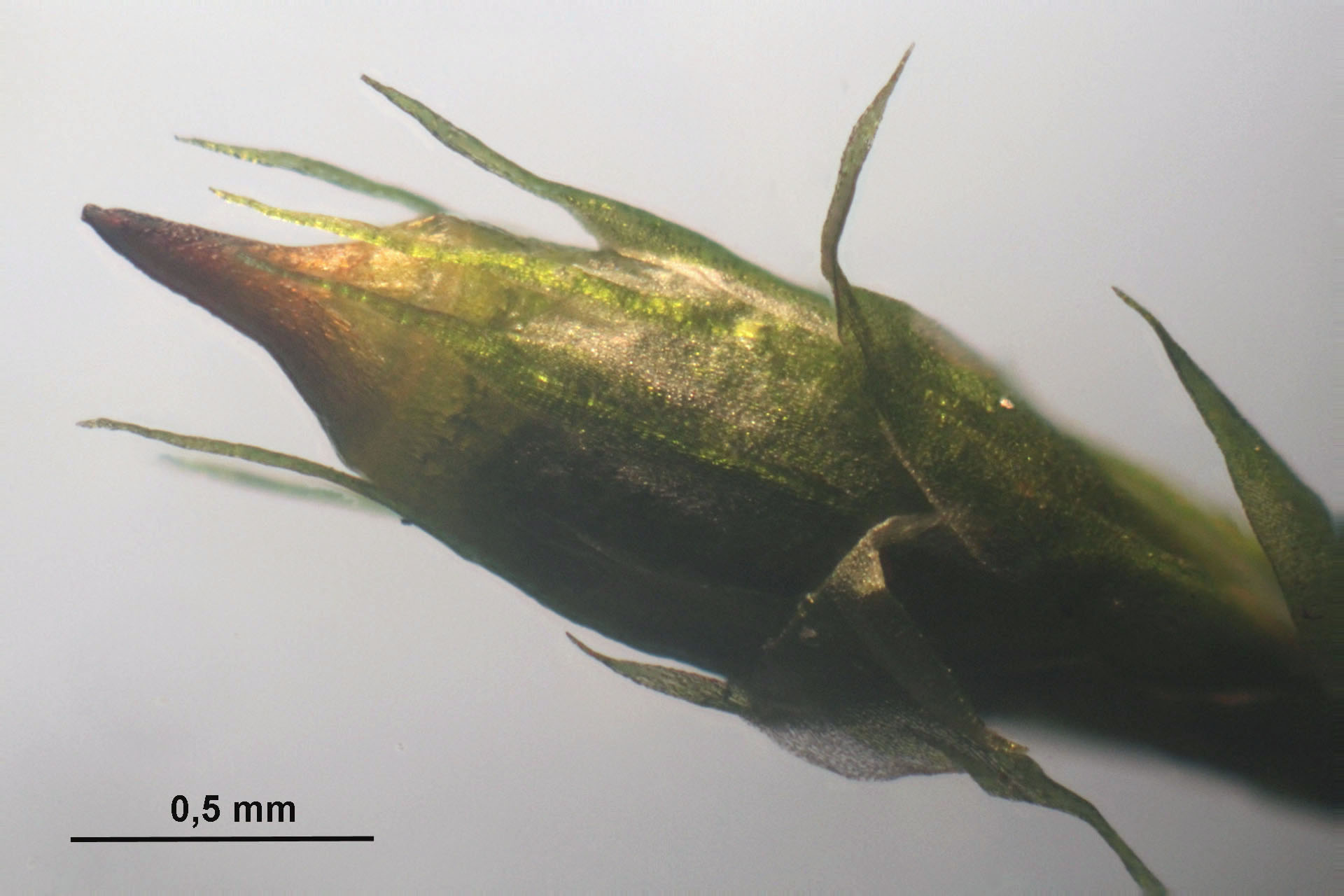
Sporenkapsel met deksel
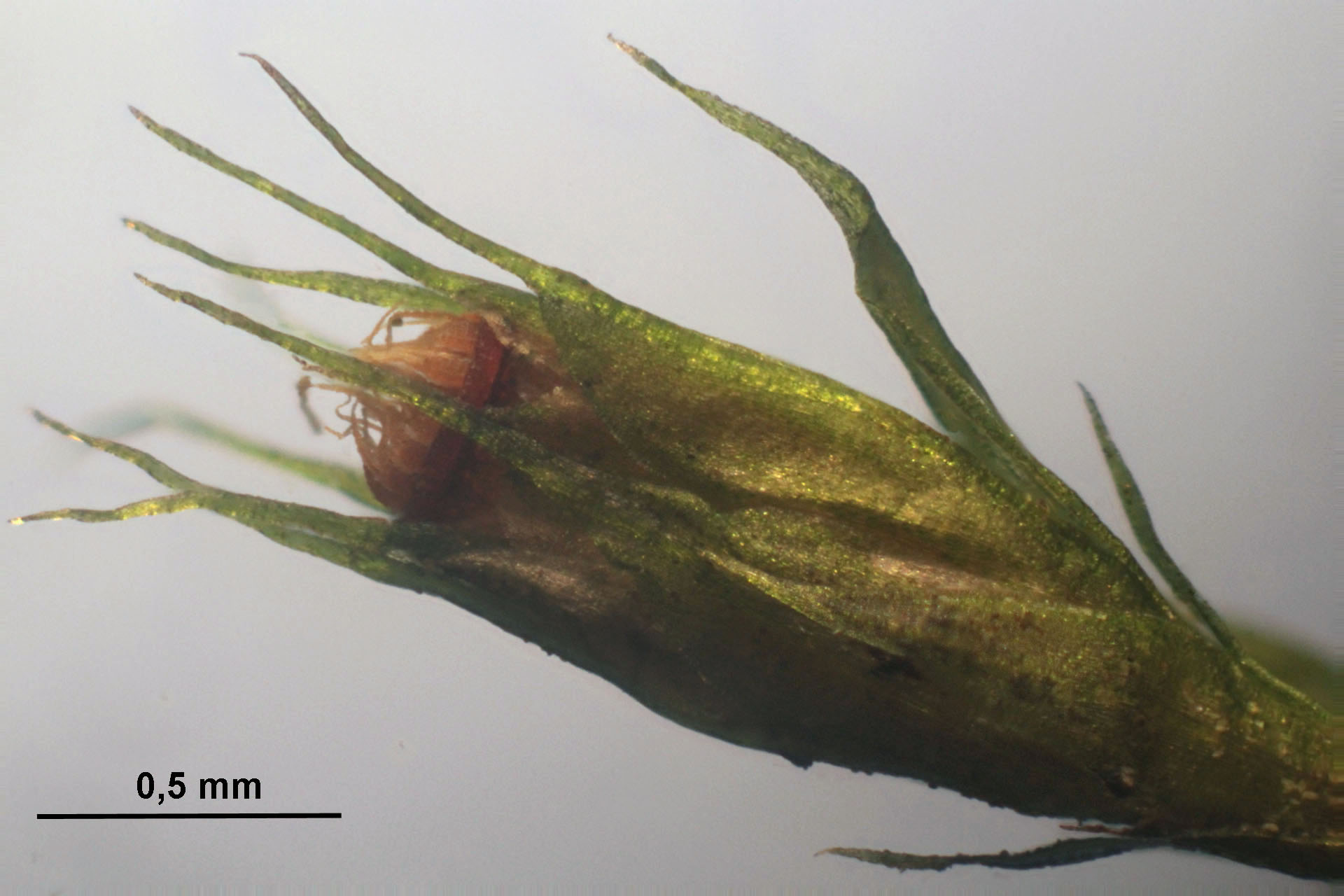
Sporenkapsel
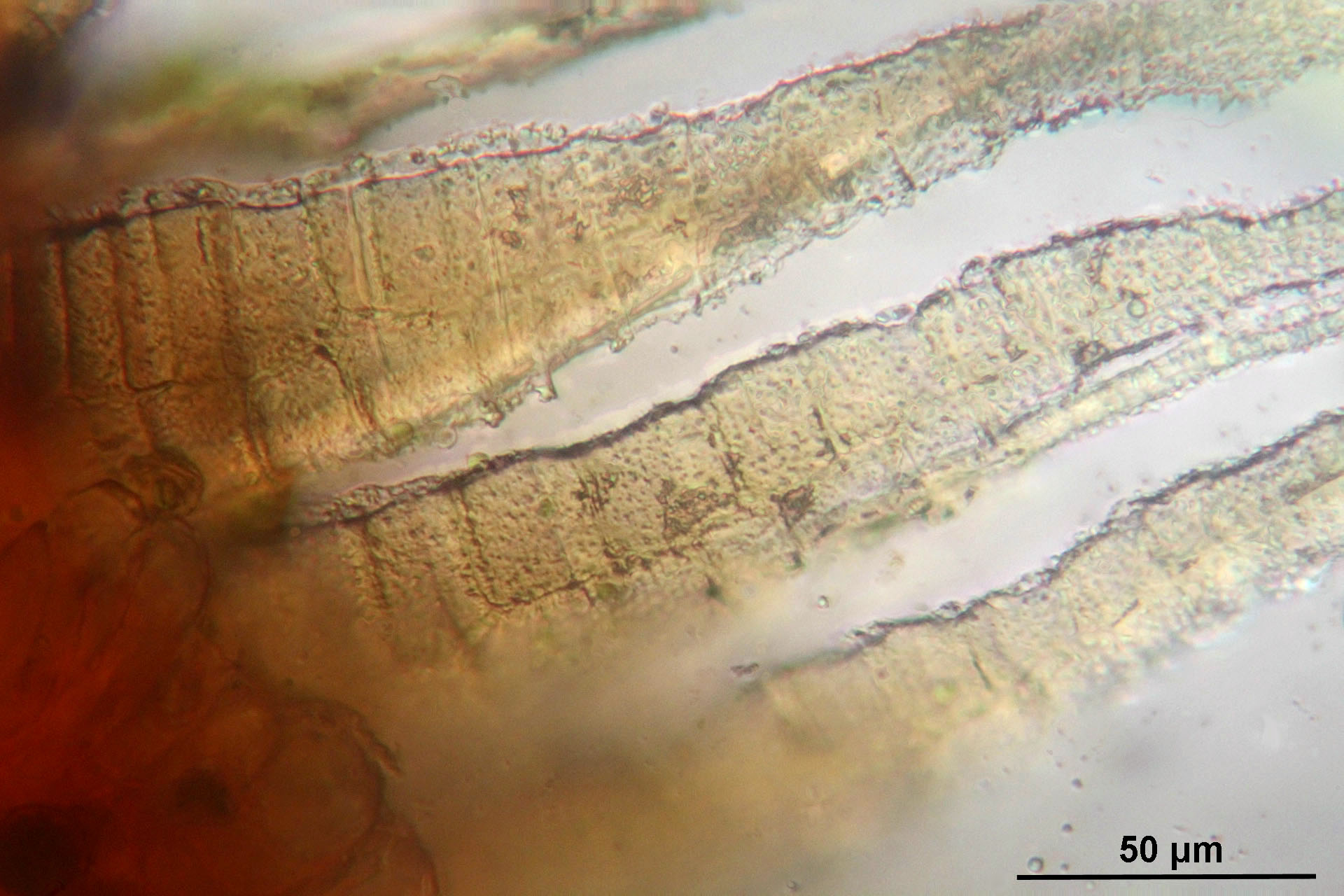
Peristoomtanden
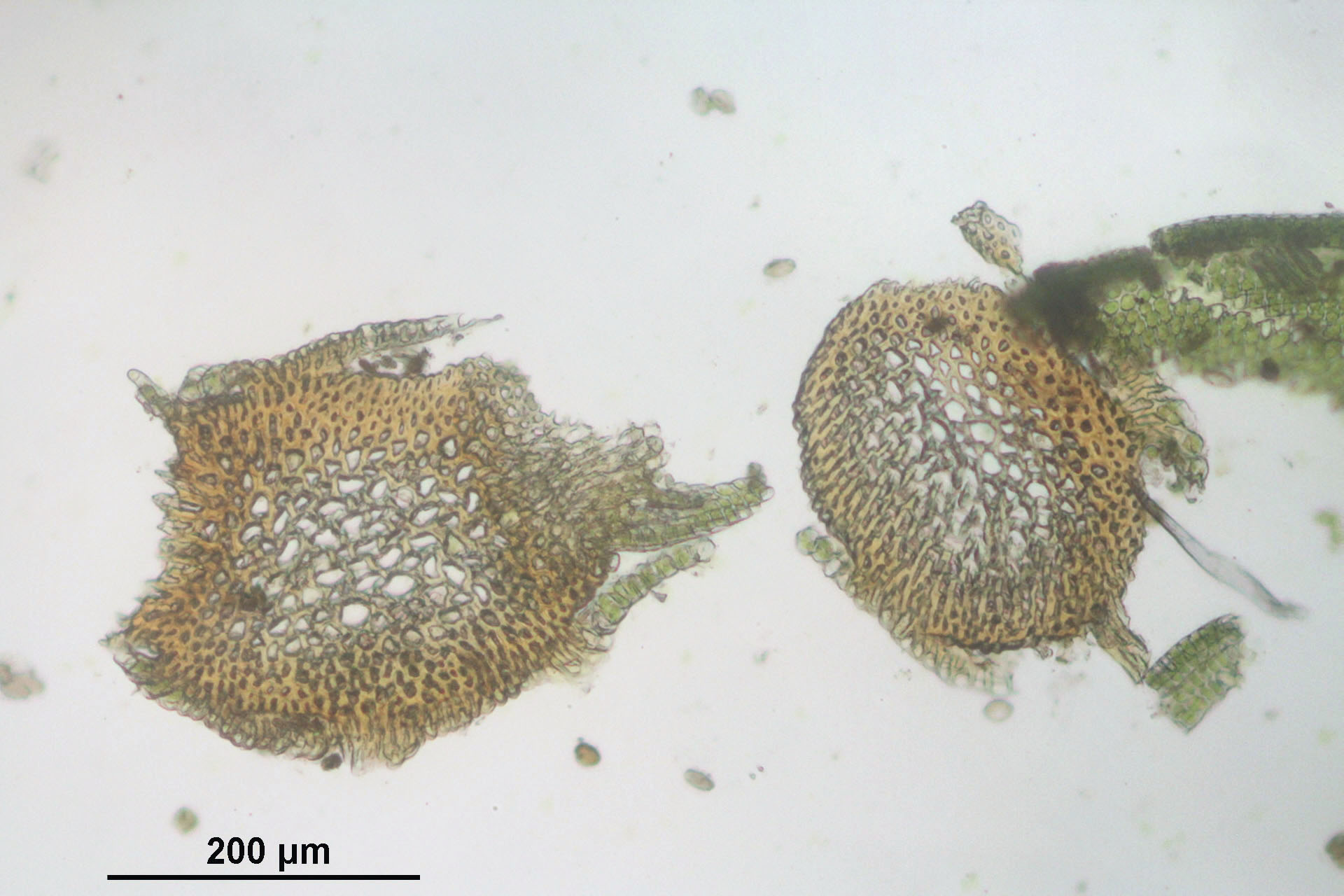
Stengeldoorsnede
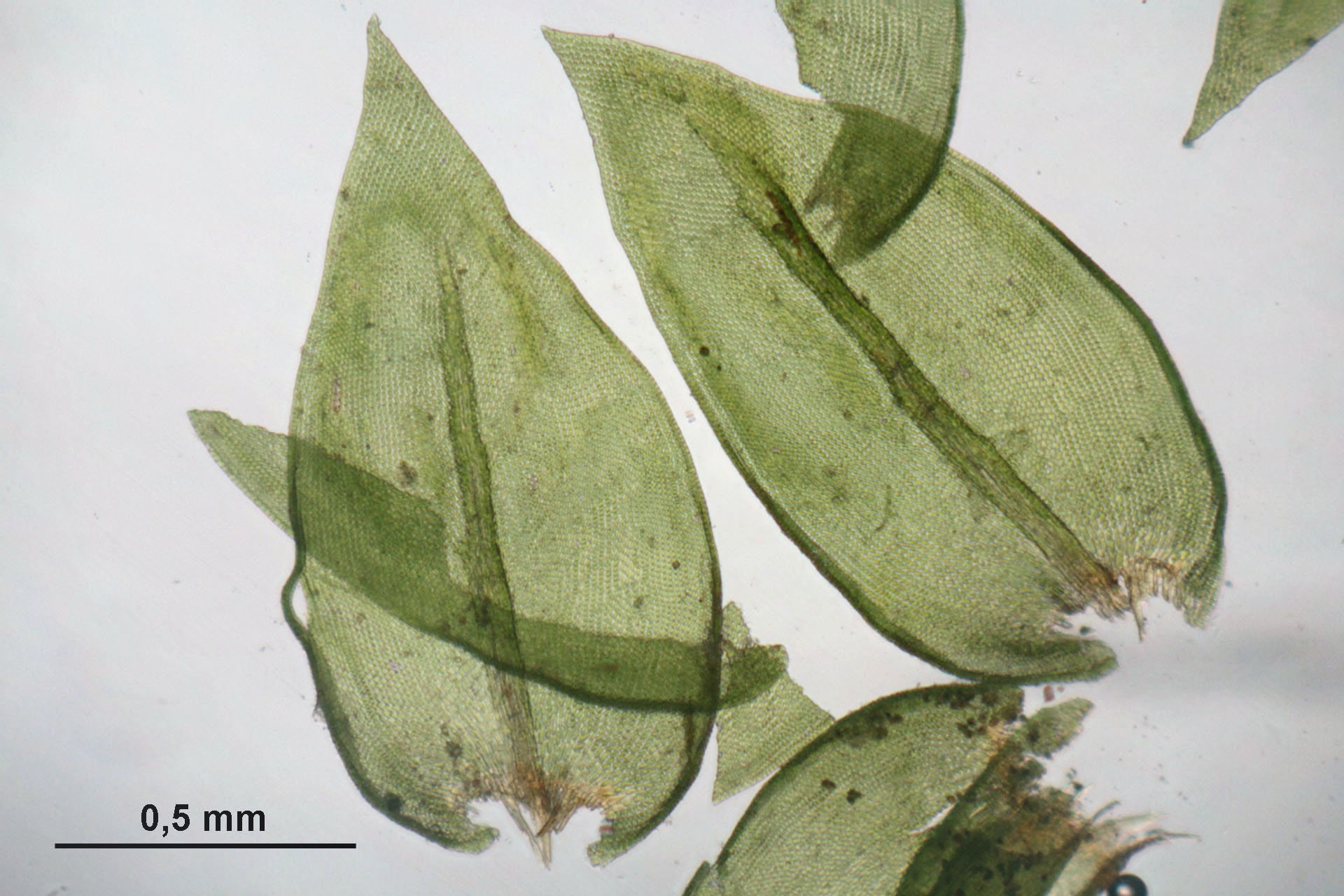
Bladeren
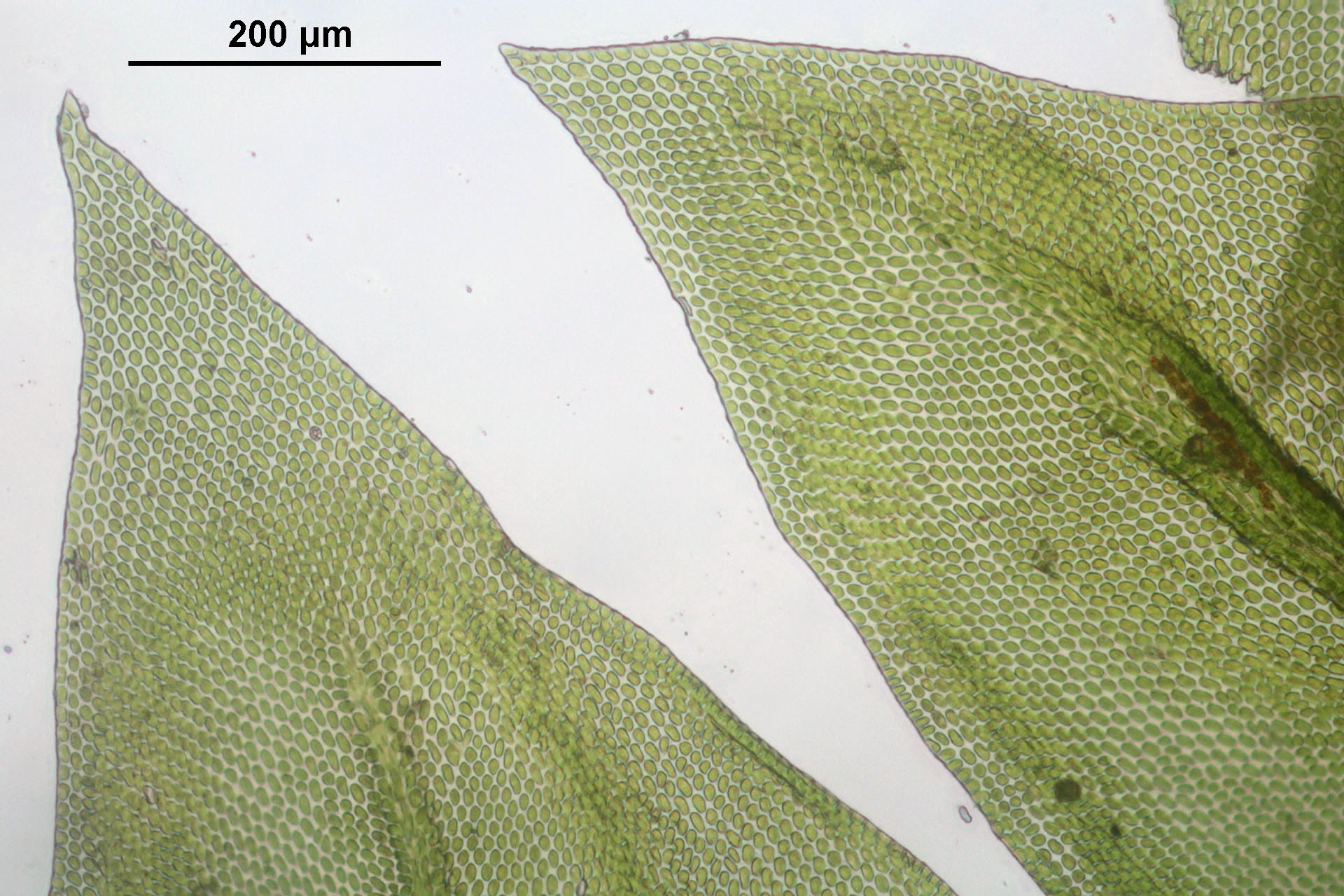
Bladvoet
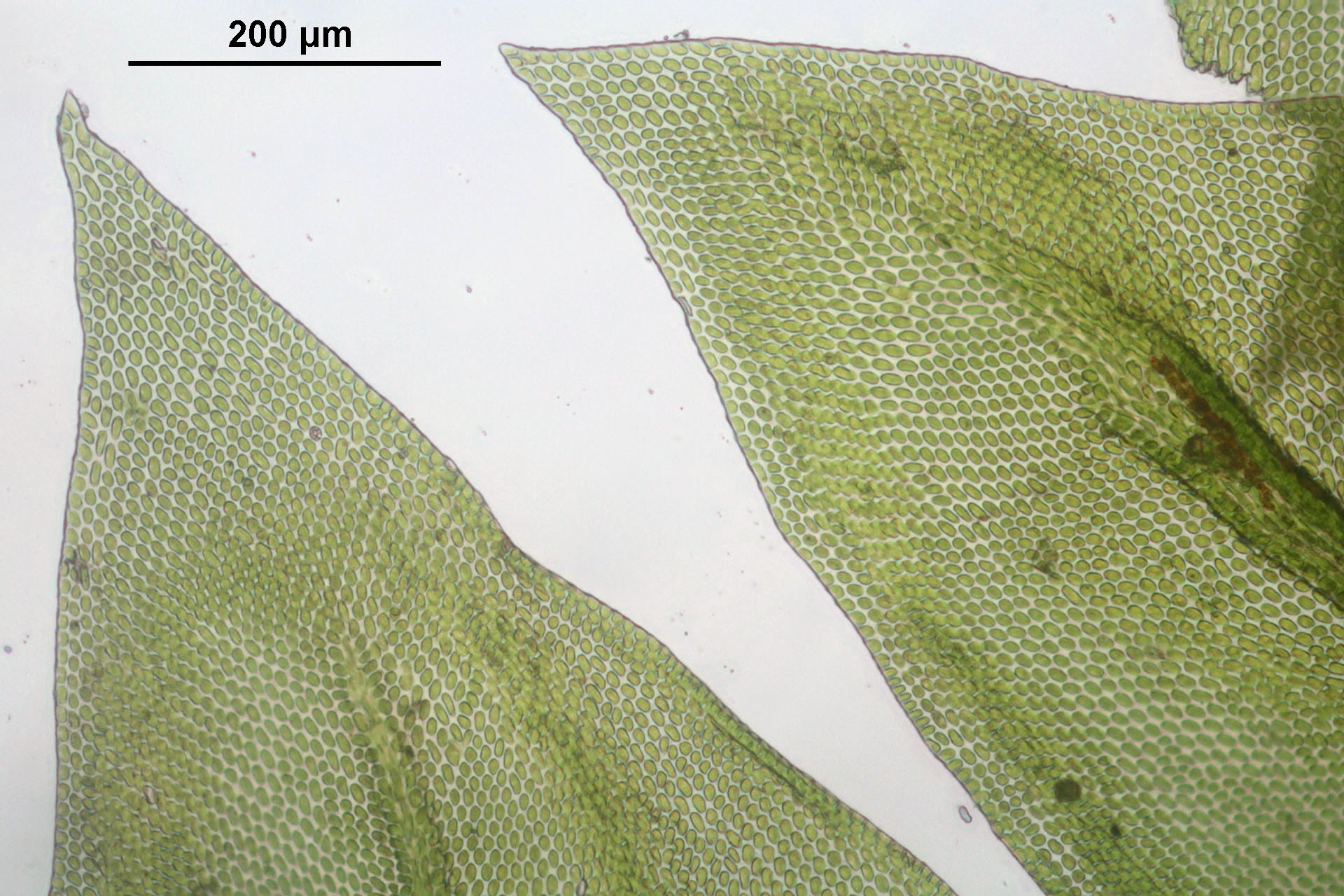
Bladpunt
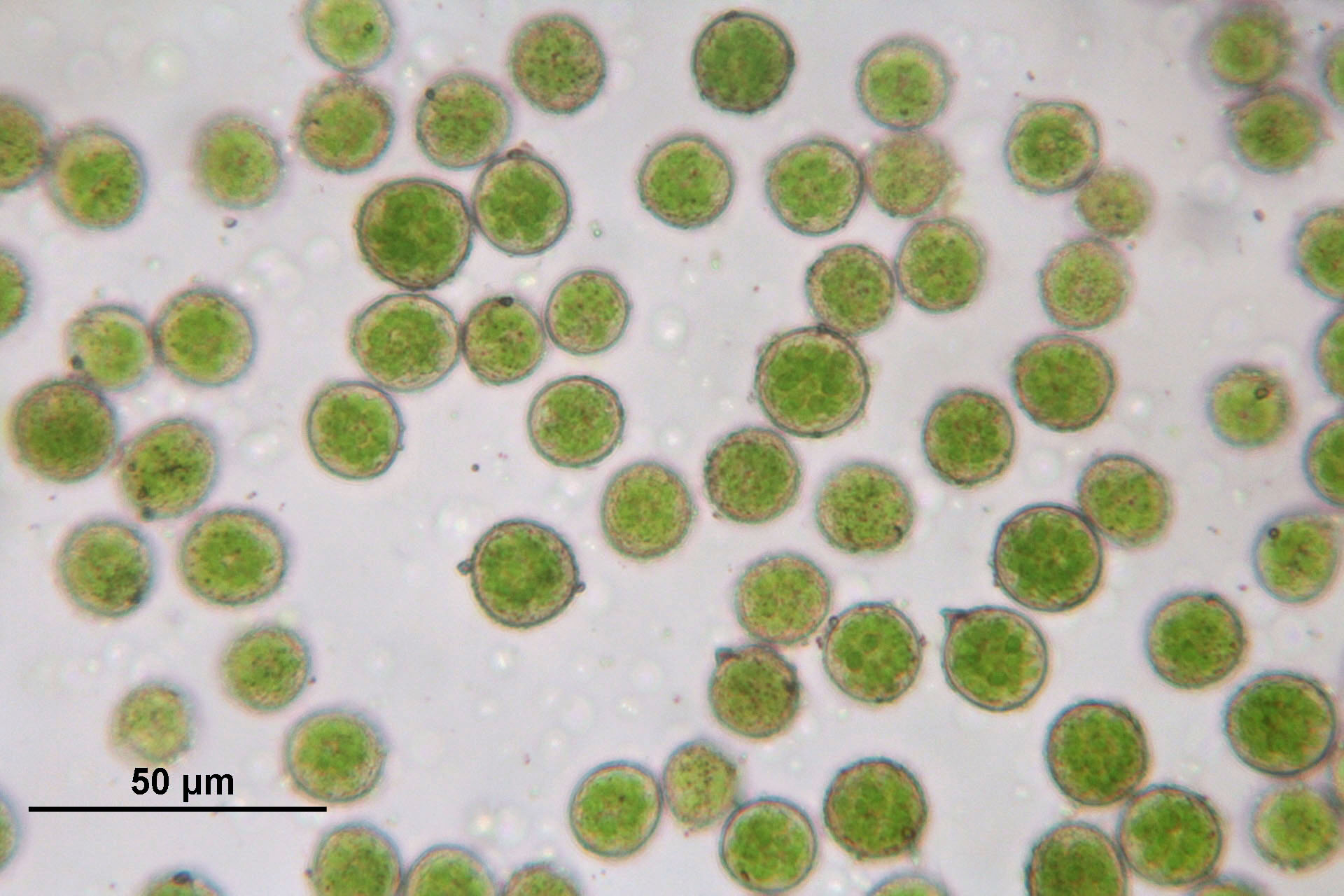
Sporen